# Pseudestola densepunctata
Pseudestola densepunctata là một loài bọ cánh cứng trong họ Cerambycidae.